# Jan Navrátil
Jan Navrátil (Troubky, 13 aprile 1990) è un calciatore ceco, attaccante dello Sigma Olomouc.

## Palmarès

### Club

#### Competizioni nazionali
- Coppa della Repubblica Ceca: 2

Sigma Olomouc: 2011-2012,2024-2025
- Supercoppa della Repubblica Ceca: 1

Sigma Olomouc: 2012
- Fotbalová národní liga: 1

Sigma Olomouc: 2014-2015